# Фороські пляжі
Фороські пляжі (крим. Foros plâj) — пляжі на території селища Форос Ялтинського району АР Крим.
Берег і дно з дрібної гальки. Оскільки тут існують дві потужні течії, вода на пляжах Форосу постійно оновлюється і є найчистішою на Південному березі Криму. Через ці ж течії температура води моря може значно змінюватися протягом короткого проміжку часу. Морська глибина варіює від 3 до 6 метрів.
В Форосі кілька пляжів:
- головний пляж «Зелений» знаходиться в центрі селища;
- поруч з санаторієм «Форос» знаходиться «Рожевий пляж»;
- трохи східніше «Рожевого пляжу» — «Холодний»;
- пляж в «Тихій бухті», за прикордонною заставою;
- дикий пляж біля мису Чехова;
- пляж пансіонату імені Терлецького;
- пляж санаторію «Форос»;
- дикий пляж «Дерев'яшка» або нудистський пляж;
- кілька приватних пляжів, що долучаються до котеджів та вілл.